# Gordon Bressack
Gordon Joseph Bressack (ur. 28 maja 1951 w Nowym Jorku, zm. 30 sierpnia 2019 w Los Angeles) – amerykański scenarzysta, twórca m.in. kreskówek Pinky i Mózg, Pinky, Elmira i Mózg i Animaniacy, za które zdobył wraz z resztą studia trzy nagrody Emmy. Początkowo oraz w ostatnich latach życia związany z teatrem jako reżyser i dramatopisarz.
W latach 1982–2006 żonaty z Ellen Gerstell, miał troje dzieci, w tym filmowca Jamesa Cullena Bressacka.

## Filmografia
- Smerfy (1983-1989)
- Snorksi (1984-1985)
- Pound Puppies (1986)
- Bionic Six (1988)
- Wojownicze Żółwie Ninja (1989-1991)
- Przygody Animków (1990)
- Yo Yogi! (1991)
- Dzielny Agent Kaczor (1991-1992)
- Adventures of Sonic the Hedgehog (1993)
- Animaniacy (1993-1997)
- Mighty Max (1994)
- Captain Simian & The Space Monkeys (1996-1997)
- Pinky i Mózg (1995-1998)
- Pinky, Elmira i Mózg (1998-1999)
- Little People: Big Discoveries (1999)
- Sushi Pack (2007)
- WordGirl (2011)